# Sommer-PL 2024
De paralympiske sommerlege 2024 blev 
afholdt  i Paris, Frankrig fra 28. august til 8. september 2024.

## Deltagende lande
| Deltagende nationer ved Sommer-PL 2024 |
| --- |
| - Afghanistan (1) - Albanien (2) - Algeriet (20) - Amerikansk Samoa (1) - Angola (2) - Antigua og Barbuda (1) - Argentina (30) - Armenien (1) - Aruba (1) - Australien (160) - Østrig (12) - Aserbajdsjan (9) - Bahrain (1) - Bangladesh (2) - Barbados (1) - Benin (1) - Belgien (15) - Bermuda (1) - Bhutan (1) - Bolivia (2) - Bosnien-Hercegovina (13) - Botswana (2) - Brasilien (145) - Bulgarien (2) - Burkina Faso (1) - Burundi (1) - Cambodja (2) - Cameroun (2) - Canada (83) - Kap Verde (1) - Centralafrikanske Republik (1) - Tchad (1) - Chile (29) - Kina (189) - Kinesisk Taipei (13) - Colombia (35) - Costa Rica (4) - Kroatien (12) - Cuba (11) - Cypern (2) - Tjekkiet (32) - Demokratiske Republik Congo (2) - Danmark (25) - Den Dominikanske Republik (5) - Østtimor (1) - Ecuador (6) - Egypten (44) - El Salvador (2) - Ækvatorialguinea (1) - Swaziland (1) - Estland (5) - Etiopien (3) - Færøerne (1) - Fiji (2) - Finland (16) - Frankrig (182) (vært) - Gabon (2) - Gambia (1) - Georgien (3) - Tyskland (93) - Ghana (3) - Storbritannien (215) - Grækenland (13) - Grenada (1) - Guam (1) - Guatemala (1) - Guinea (1) - Guinea-Bissau (1) - Guyana (1) - Haiti (1) - Honduras (1) - Hongkong (17) - Ungarn (18) - Island (3) - Indien (84) - Indonesien (36) - Iran (59) - Irak (7) - Irland (13) - Israel (28) - Italien (141) - Jamaica (2) - Japan (109) - Jordan (1) - Kasakhstan (25) - Kiribati (1) - Kirgisistan (1) - Kenya (7) - Kosovo (2) - Kuwait (2) - Laos (1) - Letland (6) - Libanon (1) - Lesotho (1) - Liberia (1) - Libyen (1) - Liechtenstein (1) - Litauen (3) - Luxembourg (1) - Macao (1) - Madagaskar (1) - Malawi (2) - Malaysia (30) - Maldiverne (1) - Mali (1) - Malta (1) - Mauritius (4) - Mexico (28) - Moldova (2) - Mongoliet (4) - Montenegro (4) - Marokko (25) - Mozambique (2) - Namibia (3) - Nepal (1) - Holland (50) - Neutral Paralympic Athletes (98) - New Zealand (15) - Nicaragua (1) - Niger (2) - Nigeria (12) - Nordkorea (1) - Nordmakedonien (1) - Norge (13) - Oman (1) - Pakistan (2) - Palau (1) - Palæstina (1) - Panama (2) - Paraguay (1) - Papua Ny Guinea (3) - Peru (6) - Filippinerne (6) - Polen (53) - Portugal (16) - Puerto Rico (2) - Qatar (1) - Refugee Paralympic Team (8) - Rumænien (5) - Rwanda (14) - Saint Vincent og Grenadinerne (1) - San Marino (1) - São Tomé og Príncipe (1) - Saudi-Arabien (3) - Senegal (4) - Serbien (17) - Sierra Leone (1) - Singapore (12) - Slovakiet (26) - Slovenien (14) - Salomonøerne (4) - Sydafrika (20) - Sydkorea (60) - Sydsudan (1) - Spanien (147) - Sri Lanka (2) - Surinam (1) - Sverige (11) - Schweiz (12) - Syrien (1) - Tadsjikistan (1) - Tanzania (1) - Thailand (59) - Togo (1) - Tonga (1) - Trinidad og Tobago (1) - Tunesien (14) - Tyrkiet (93) - Tuvalu (1) - Uganda (1) - Ukraine (74) - Forenede Arabiske Emirater (8) - USA (151) - Uruguay (2) - Usbekistan (40) - Venezuela (8) - Vietnam (4) - Amerikanske Jomfruøer (1) - Zambia (1) |

## Kalender
| August/September 2024       | August/September 2024       | August  | August  | August  | August  | September | September | September | September | September | September | September | September | Discipliner    |
| August/September 2024       | August/September 2024       | 28. Ons | 29. Tor | 30. Fre | 31. Lør | 1. Søn    | 2. Man    | 3. Tir    | 4. Ons    | 5. Tor    | 6. Fre    | 7. Lør    | 8. Søn    | Discipliner    |
| --------------------------- | --------------------------- | ------- | ------- | ------- | ------- | --------- | --------- | --------- | --------- | --------- | --------- | --------- | --------- | -------------- |
| Ceremonier                  | Ceremonier                  | ÅC      |         |         |         |           |           |           |           |           |           |           | AC        | 2              |
| Badminton                   | Badminton                   |         | ●       | ●       | ●       | 5         | 8         |           |           |           |           |           |           | 16             |
| Kørestolsbasketball         | Kørestolsbasketball         |         | ●       | ●       | ●       | ●         | ●         | ●         | ●         | ●         | ●         | 1         | 1         | 2              |
| Boccia                      | Boccia                      |         | ●       | ●       | ●       | 2         | 6         | ●         | ●         | 3         |           |           |           | 11             |
| Bordtennis                  | Bordtennis                  |         | ●       | 2       | 5       | 3         | ●         | 1         | 3         | 5         | 5         | 7         |           | 31             |
| Bueskydning                 | Bueskydning                 |         | ●       | ●       | 2       | 2         | 2         | 1         | 1         | 1         |           |           |           | 9              |
| Kørestolsfægtning           | Kørestolsfægtning           |         |         |         |         |           |           | 4         | 4         | 2         | 4         | 2         |           | 16             |
| Femmandsfodbold             | Femmandsfodbold             |         |         | ●       |         | ●         |           | ●         |           | ●         |           | 1         |           | 1              |
| Atletik                     | Atletik                     |         |         | 13      | 18      | 19        | 13        | 24        | 15        | 19        | 16        | 22        | 4         | 164            |
| Goalball                    | Goalball                    |         | ●       | ●       | ●       | ●         | ●         | ●         | ●         | 2         |           |           |           | 2              |
| Hestesport                  | Hestesport                  |         |         |         |         |           |           | 4         | 2         |           | 1         | 4         |           | 11             |
| Judo                        | Judo                        |         |         |         |         |           |           |           |           | 5         | 5         | 6         |           | 16             |
| Parakano                    | Parakano                    |         |         |         |         |           |           |           |           |           | ●         | 5         | 5         | 10             |
| Roning                      | Roning                      |         |         | ●       | ●       | 5         |           |           |           |           |           |           |           | 5              |
| Kørestolsrugby              | Kørestolsrugby              |         | ●       | ●       | ●       | ●         | 1         |           |           |           |           |           |           | 1              |
| Skydning                    | Skydning                    |         |         | 3       | 2       | 2         | 1         | 2         | 2         | 1         |           |           |           | 13             |
| Styrkeløft                  | Styrkeløft                  |         |         |         |         |           |           |           | 4         | 4         | 4         | 4         | 4         | 20             |
| Svømning                    | Svømning                    |         | 15      | 14      | 15      | 14        | 13        | 15        | 12        | 13        | 15        | 15        |           | 141            |
| Cykling                     | Landevei                    |         |         |         |         |           |           |           | 19        | 6         | 4         | 5         |           | 34             |
| Cykling                     | Bane                        |         | 4       | 5       | 4       | 4         |           |           |           |           |           |           |           | 17             |
| Taekwondo                   | Taekwondo                   |         | 3       | 4       | 3       |           |           |           |           |           |           |           |           | 10             |
| Kørestolstennis             | Kørestolstennis             |         |         | ●       | ●       | ●         | ●         | ●         | 1         | 2         | 2         | 1         |           | 6              |
| Paratriatlon                | Paratriatlon                |         |         |         |         | 7         | 4         |           |           |           |           |           |           | 11             |
| Siddende volleyball         | Siddende volleyball         |         | ●       | ●       | ●       | ●         | ●         | ●         | ●         | ●         | 1         | 1         |           | 2              |
| Daglige medaljebegivenheder | Daglige medaljebegivenheder | 0       | 22      | 42      | 49      | 60        | 54        | 50        | 63        | 63        | 57        | 75        | 14        | 549            |
| Discipliner akkumulert      | Discipliner akkumulert      | 0       | 22      | 64      | 113     | 173       | 227       | 277       | 340       | 403       | 460       | 535       | 549       | 549            |
| August/September 2024       | August/September 2024       | August  | August  | August  | August  | September | September | September | September | September | September | September | September | Totalt øvelser |
| August/September 2024       | August/September 2024       | 28. Ons | 29. Tor | 30. Fre | 31. Lør | 1. Søn    | 2. Man    | 3. Tir    | 4. Ons    | 5. Tor    | 6. Fre    | 7. Lør    | 8. Søn    | Totalt øvelser |

## Medaljeoversigt
| Rank            | NPC                               | Guld | Sølv | Bronze | Total |
| --------------- | --------------------------------- | ---- | ---- | ------ | ----- |
| 1               | Kina (CHN)                        | 94   | 76   | 50     | 220   |
| 2               | Storbritannien (GBR)              | 49   | 44   | 31     | 124   |
| 3               | USA (USA)                         | 36   | 42   | 27     | 105   |
| 4               | Holland (NED)                     | 27   | 17   | 12     | 56    |
| –               | Neutral Paralympic Athletes (NPA) | 26   | 22   | 23     | 71    |
| 5               | Brasilien (BRA)                   | 25   | 26   | 38     | 89    |
| 6               | Italien (ITA)                     | 24   | 15   | 32     | 71    |
| 7               | Ukraine (UKR)                     | 22   | 28   | 32     | 82    |
| 8               | Frankrig (FRA)*                   | 19   | 28   | 28     | 75    |
| 9               | Australien (AUS)                  | 18   | 17   | 28     | 63    |
| 10              | Japan (JPN)                       | 14   | 10   | 17     | 41    |
| 11–85           | Resterende NPCs                   | 195  | 226  | 289    | 710   |
| Total (85 NPCs) | Total (85 NPCs)                   | 549  | 551  | 607    | 1707  |